# 于贵良
于贵良（1963年—），河北保定人，汉族，中华人民共和国政治人物、第十二届全国人民代表大会河北地区代表。
毕业于河北大学。2013年，被选为全国人大代表。